# أندرزيج شيرا
أندرزيج شيرا (بالبولندية: Andrzej Chyra) (و. 1964  م) هو ممثل مسرحي، وممثل أفلام، ومخرج أفلام بولندي، بدأ مشواره المهني سنة 1993.

## التعليم
تعلم في Aleksander Zelwerowicz National Academy of Dramatic Art ‏
.

## وصلات خارجية
- أندرزيج شيرا على موقع IMDb (الإنجليزية)
- أندرزيج شيرا على موقع ألو سيني (الفرنسية)
- أندرزيج شيرا على موقع أول موفي (الإنجليزية)
- أندرزيج شيرا على موقع قاعدة بيانات الأفلام السويدية (السويدية)
- أندرزيج شيرا على موقع قاعدة بيانات الفيلم (الإنجليزية)
- أندرزيج شيرا على موقع كينوبويسك (الروسية)